# Harry Cook
Harry John Cook (Croydon, 12 giugno 1991) è un attore australiano.

## Biografia
Nato a Croydon, nei pressi di Londra, si trasferì con la famiglia all'età di dieci a Sydney, in Australia. Crescendo si appassiona alla recitazione e combina gli studi scolastici con corsi di recitazione al Northern Beaches Youth Theatre e alla Point Break Drama Academy.
Debutta nel 2009 nel film Accidents Happen, interpretando il figlio del personaggio di Geena Davis. L'anno successivo partecipa al thriller Caught Inside, ambientato alle Maldive. Nel 2011 recita nel film TV Panic at Rock Island.
Nel 2015 è co-protagonista del drammatico Drown, per cui vince il premio come miglior attore non protagonista al FilmOut San Diego.
Nel dicembre 2013, l'attore ha fatto coming out attraverso un video postato su YouTube, dove dichiara la propria omosessualità.

## Filmografia

### Cinema
- Accidents Happen, regia di Andrew Lancaster (2009)
- Caught Inside, regia di Adam Blaiklock (2010)
- Drown, regia di Dean Francis (2015)
- Quarter-Life Crisis, regia di Doug Archibald (2015)

### Televisione
- My Place – serie TV, 1 episodio (2009)
- Panic at Rock Island – film TV (2011)
- Old School – serie TV, 1 episodio (2014)